# In Love (álbum de Cheryl Lynn)
In Love es el segundo álbum de estudio de la cantante estadounidense de disco y soul Cheryl Lynn. Fue lanzado el 21 de diciembre de 1979 por Columbia Records.

## Lista de Canciones
| N.º | Título                        | Duración |  |
| 1.  | «I've Got Faith in You»       | 4:46     |  |
| 2.  | «Hide It Away»                | 4:38     |  |
| 3.  | «Feel It»                     | 5:09     |  |
| 4.  | «In Love»                     | 5:56     |  |
| 5.  | «Keep It Hot»                 | 5:24     |  |
| 6.  | «I've Got Just What You Need» | 3:52     |  |
| 7.  | «Love Bomb»                   | 4:12     |  |
| 8.  | «Chances»                     | 4:10     |  |
| 9.  | «Don't Let It Fade Away»      | 5:12     |  |

Bonus Track de la Versión Expandida del Reino Unido del año 2013 a través de Funkytown Grooves

| N.º | Título                               | Duración |  |
| 10. | «In Love (single edit)»              | 3:45     |  |
| 11. | «Keep It Hot (Special 12" Club Mix)» | 5:27     |  |
| 12. | «Feel It (single edit)»              | 3:58     |  |